# Georg von Bila
Georg von Bila, zeitgenössisch auch Jorge von Bylaw und ähnlich, (* im 15. Jahrhundert; † 1559) war ein deutscher Domherr und erzbischöflicher Kirchner zu Magdeburg und Besitzer des geistlichen Lehens St. Maria Magdalena auf der Brücke zu Mühlhausen.

## Herkunft
Er entstammte dem thüringischen Uradelsgeschlecht von Bila. An der Universität Frankfurt an der Oder studierte Georg von Bila ab 1506 Theologie. Er zahlte 177 Gulden für Elektion und Majorpräbende in den Jahren 1520/21 und wurde Besitzer der Pfründe des Altars der 1000 Jungfrauen in der nach 1945 abgerissenen Sankt Ulrichskirche in Magdeburg. Später wurde er Domherr zu Magdeburg und Besitzer des christlichen Lehens St. Maria Magdalena auf der Brücke zu Mühlhausen gelegen, für das er von Bürgermeister und Rat der Stadt Kelbra regelmäßig 35 Goldgulden als Zinsen empfing, die jährlich am Lichtmesstag 1558 fällig waren und bereits seinen Vorfahren in all den Jahren gezahlt worden sind. Georg von Bila verwendete das Geld zum Unterhalt für seine unverheiratet gebliebene Schwester Helena von Bila.
Im Dom zu Magdeburg war Georg von Bila ab 1550 u. a. als Vitztum und Kämmerer tätig.
Er korrespondierte u. a. mit Herzog und Kurfürsten Moritz von Sachsen.